# Isabel Escalona González
Isabel Escalona González fou compositora nascuda el 1896, i va morir al 1966, desconeixent-se els llocs exactes del seu naixement i de la seva mort. Es conserven dues obres seves a la Societat General d'Autors i Editors a Madrid: 
- El Cantante Emmascarado: una zarzuela en dos actes, en col·laboració amb Fernando Díaz Giles. La lletra va ser escrita per Serafí Adame Martínez i va ser estrenada el 14 de setembre de 1934 al Teatre Nou de Barcelona.
- El Cantar del Arriero: una zarzuela de dos actes composta amb la col·laboració de Fernando Díaz Giles i amb la lletra escrita per Adolfo Torrado i Serafí Adame Martínez. Va ser estrenada el 21 de novembre de 1930 al Teatre Victòria (Barcelona) i el 21 de maig de 1931 al Teatre Calder.[1]